# Гігошвілі Арчіл Олександрович
Гігошвілі Арчіл Олександрович (1907-1969) — грузинський радянський і партійний діяч. Дипломат.

## Біографія
Народився в 1907 році. Закінчив Тифліське фабричнозаводське училище поліграфічної промисловості.
З 1934 — на партійній роботі в Компартії Грузії.
З 1937 по 1941 — начальник Держкінопрому Грузинської РСР
З 1941 по 1944 — постійний представник Грузинської РСР при РНК СРСР, начальника Політичного відділу Закавказької залізниці, завідувач Політичного відділу Народного комісаріату закордонних справ Грузинської РСР.
З 1944 — 1-й секретар районного комітету імені Л. П. Берія КП(б) Грузії м. Тбілісі
З 26.03.1948 по 18.04.1951 — голова Верховної ради Грузинської РСР.
З 1951 по 1952 — 2-й секретар Тбіліського обласного комітету КП(б) Грузії.
З 15 листопада 1952 по 15 квітня 1953 — начальник Управління у справах мистецтв при РМ Грузинської РСР.
З 1953 по 1954 — міністр закордонних справ Грузинської РСР.
У 1954 — міністр соціального забезпечення Грузинської РСР
З 1954 по 1969 — міністр закордонних справ Грузинської РСР.